# Hełmówka mszarowa

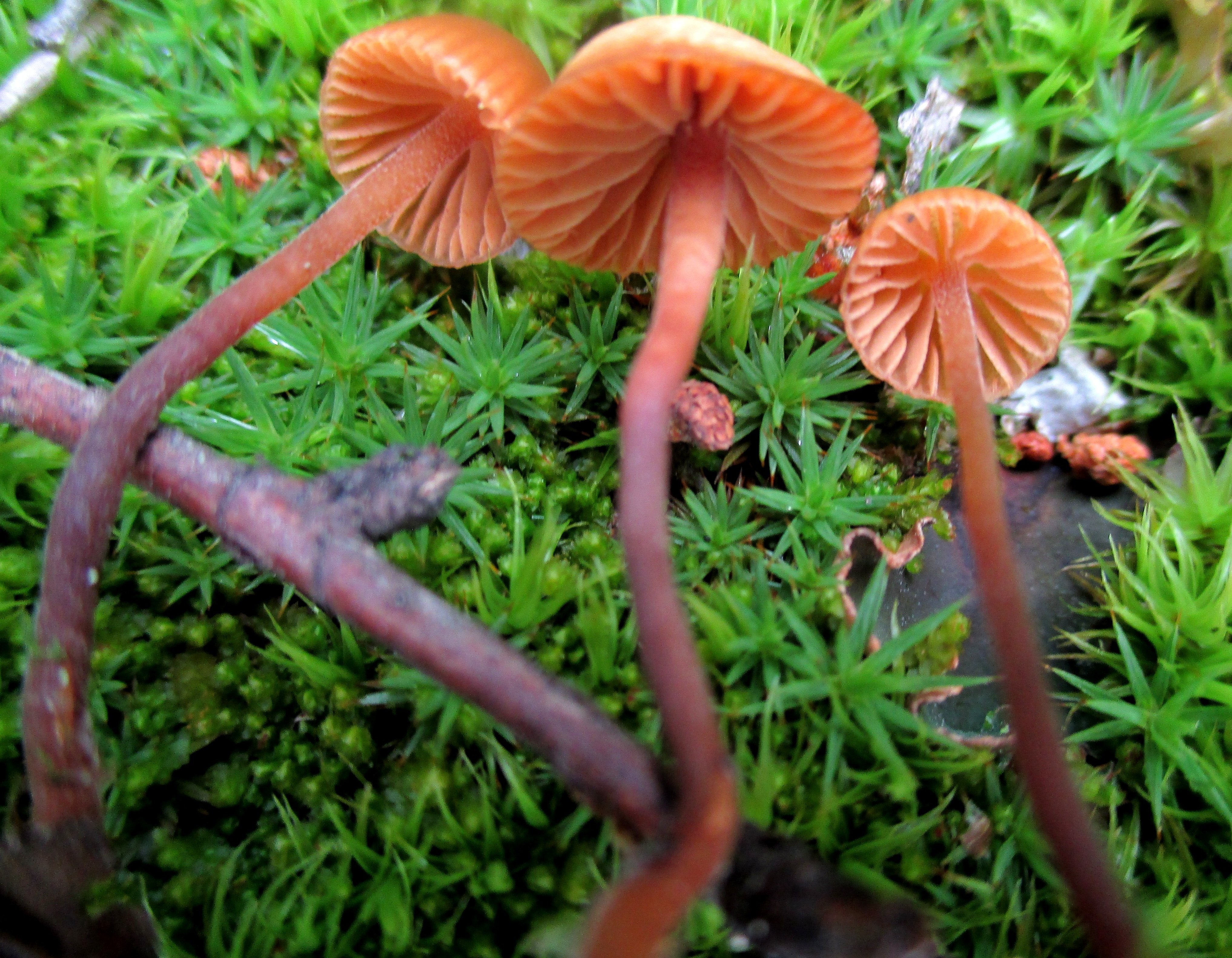

Hełmówka mszarowa (Galerina hypnorum (Schrank) Kühner) – gatunek grzybów należący do rodziny Hymenogastraceae.

## Systematyka i nazewnictwo
Pozycja w klasyfikacji według Index Fungorum: Galerina, Hymenogastraceae, Agaricales, Agaricomycetidae, Agaricomycetes, Agaricomycotina, Basidiomycota, Fungi.
Po raz pierwszy takson ten zdiagnozował w 1789 roku Franz de Paula von Schrank, nadając mu nazwę Agaricus hypnorum. Obecną nazwę nadał mu w 1935 roku. Synonimy:

- Agaricus bryorum (Fr.) Fr. 1874
- Agaricus hypnorum Schrank 1789
- Agaricus hypnorum var. bryorum Fr. 1821
- Agaricus hypnorum var. hypnophilus Alb. & Schwein. 1805
- Agaricus hypnorum var. infantulus Schulzer 1876
- Agaricus hypnorum ß bryophilus Pers. 1801
- Conocybe bryorum (Fr.) Murrill 1912
- Galera bryorum (Fr.) Sacc. 1887
- Galera calyptrospora Kühner 1926
- Galera hypnorum (Schrank) P. Kumm. 1871
- Galera hypnorum var. bryorum (Fr.) P. Kumm. 1871
- Galera hypnorum var. umbonata Peck 1899

Nazwę polską zaproponował Władysław Wojewoda w 2003 r., Józef Jundziłł w 1830 r. opisywał ten takson pod nazwą bedłka mszarowa, a Stanisław Chełchowski w 1889 jako hełmówka rokietowa lub bedłka rokietowa.

## Morfologia
Kapelusz
Średnica 0,5–1,5 cm, stożkowato-dzwonkowaty, silnie prążkowany od prześwitujących blaszek. Powierzchnia o barwie od żółtawej do cynamonowobrązowej, w stanie suchym silnie blednąca.
Blaszki
Średnio gęste, lekko przyrośnięte, dość szerokie, ochrowo-brązowe.
Trzon
Walcowaty, żółtobrązowy z białymi włókienkami, na szczycie oszroniony.
Cechy mikroskopowe
Bazydiospory 9–12 × 5,5–7 μm, w widoku z przodu jajowate, w widoku z boku nierównoboczne, ochrowobrązowe, w KOH umiarkowanie dobrze wybarwione, bardzo drobne szorstkie i gładkie z porą rostkową. Podstawki 23–30 × 7–8,5 μm, 4-zarodnikowe, w KOH bezbarwne,. Pleurocystyd brak. Cheilocystydy liczne, 33–54 × 6–9 × 3–5 × 3–4 μm, wrzecionowato-pękate, z wydłużonymi szyjkami i nieco ostrymi lub ostrymi, zmiennymi do tępych wierzchołkami, bezbarwne, cienkościenne. Trama blaszek splątana, żółtawa, nie zmieniająca barwy w KOH, trama kapelusza w KOH jasnoochrowa, jednorodna, epikutis słabo rozwinięte. Sprzążki obecne.
Gatunki podobne
Taksonomia tego gatunku jest niejasna. Zdefiniowany został jako drobny gatunek rosnący wśród mchów. Diagnoza taksonomiczna jest lakoniczna i nie pozwala na pewne odróżnienie go od wielu podobnych gatunków hełmówek. Bardzo podobna jest np. hełmówka pajęczynowata (Galerina sahleri). Haan i Walleyn sugerują, że są to synonimy. G. hypnorum ma zarodniki o rozmiarach (7,5–) 8–10 (–10,5) × (4,5–) 5–5,5 (–6) μm, G. sahleri 10,5–13 × 5,5 × 7 μm.

## Występowanie i siedlisko
W Europie jest szeroko rozprzestrzeniony. Występuje także w Ameryce Północnej i Południowej, w Azji i Australii. W Polsce jest pospolity.
Grzyby mszakolubne. Siedlisko: lasy iglaste, liściaste i mieszane, torfowiska, polany, mszary. Rośnie wśród mchów. Owocniki pojawiają się od maja do października.